# St. Louis (schip, 1929)
MS St. Louis was een Duitse oceaanstomer. In 1939 vertrok ze met haar kapitein Gustav Schröder op zoek naar een thuis voor meer dan 900 Joodse vluchtelingen uit Duitsland. Op basis van lokaal immigratiebeleid werd het schip de toegang ontzegd tot Cuba, de Verenigde Staten, en Canada. De vluchtelingen konden uiteindelijk terecht in verschillende Europese landen, waaronder België, Nederland, het Verenigd Koninkrijk en Frankrijk. Geschiedkundigen schatten dat ongeveer een vierde later omkwam in concentratiekampen gedurende de Tweede Wereldoorlog.

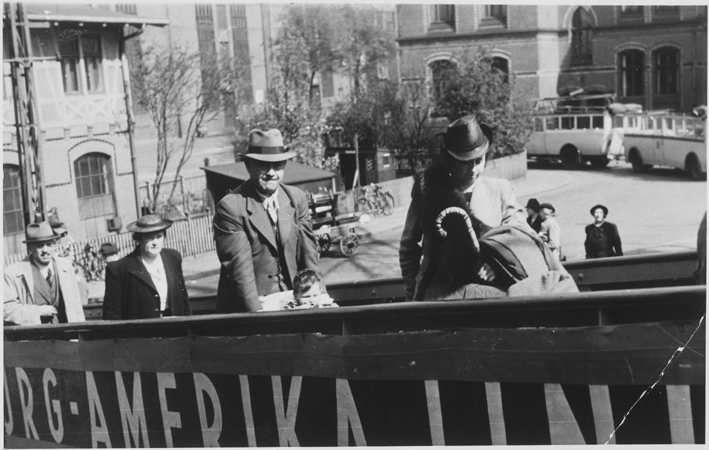
Inscheping in Hamburg

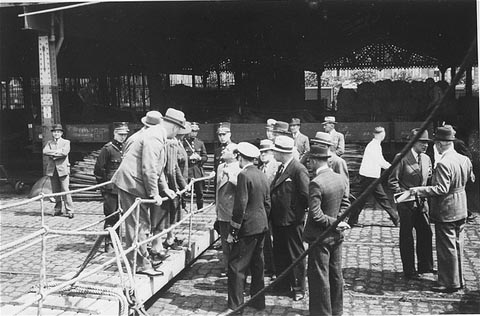
De kapitein van de St. Louis, Gustav Schröder, onderhandelt met Belgische officials toelating voor de passagiers om aan land te gaan in de haven van Antwerpen

Bekende passagiers waren Leon Joel, oudoom van de Amerikaanse Billy Joel
en Arno Motulsky (1923-2018), gen-wetenschapper
Het schip was de inspiratie voor het toneelstuk 'Schipper Naast God' van de Nederlandse schrijver Jan de Hartog, alsook de gelijknamige romanbewerking daarvan door de auteur. In het verhaal daar vaart de "Hoop voor allen" met 700 joodse vluchtelingen naar Montevideo in Uruguay, maar wordt teruggestuurd omdat de visa vervalst bleken te zijn. Een onmenselijke dooltocht volgt. 